# Nackington
Nackington är en by i civil parish Lower Hardres and Nackington, i distriktet Canterbury, i grevskapet Kent, i England. Byn är belägen 3 km från Canterbury. Nackington var en civil parish fram till 1934 när blev den en del av Lower Hardres. Civil parish hade 80 invånare år 1931. Byn nämndes i Domedagsboken (Domesday Book) år 1086, och kallades då Latintone.